# Bèstia (X-Men)
Beast (Dr. Henry Philip " Hank " McCoy) és un superheroi que apareix als còmics estatunidencs publicats per Marvel Comics i és un membre fundador dels X-Men. Originalment anomenat "The Beast", el personatge es va presentar com un mutant que posseïa una força i agilitat física sobrehumana semblant als simis, mans i peus grans, un intel·lecte de nivell geni i, d'altra banda, una aparença i un discurs normals. Finalment, s'anomenava simplement "Beast", Hank McCoy va patir transformacions fisiològiques progressives, adquirint característiques físiques animals. Aquests inclouen pelatge blau, trets facials tant simics com felins, orelles punxegudes, ullals i urpes. La força física i els sentits de Beast van augmentar fins a nivells encara més grans.
Malgrat l'aparença salvatge d'Hank McCoy, se'l representa com un home brillant i ben educat en les arts i les ciències, conegut pel seu enginyós sentit de l'humor, i utilitza característics enginys amb paraules llargues i referències intel·lectuals per distreure els seus enemics. És una autoritat mundial en bioquímica i genètica, metge dels X-Men i instructor de ciències i matemàtiques a l'Institut Xavier (seu i escola de joves mutants dels X-Men). També és un activista polític mutant, que fa campanya contra el fanatisme de la societat i la discriminació contra els mutants. Mentre lluita contra els seus propis instints bestials i les pors del rebuig social, Beast dedica els seus dons físics i mentals a la creació d'un món millor per a l'home i el mutant.
Un dels X-Men originals, Beast ha aparegut regularment en còmics relacionats amb X-Men des del seu debut. També ha estat membre dels Venjadors i els Defenders.
El personatge també ha aparegut en adaptacions de mitjans, incloses sèries de televisió animades i llargmetratges. A X2 (2003), Steve Bacic el va retratar en un cameo molt breu en la seva aparença humana mentre que a X-Men: The Last Stand (2006) el personatge va tenir un paper més important i va ser interpretat per Kelsey Grammer. Nicholas Hoult va retratar una versió més jove del personatge a X-Men: First Class (2011). Tant Hoult com Grammer van repetir els seus papers a X-Men: Days of Future Past (2014). Hoult també va repetir el paper a X-Men: Apocalypse (2016) i Dark Phoenix (2019), i va tenir un cameo a Deadpool 2 (2018).

## Història de la publicació
Creat per l'editor/escriptor Stan Lee i l'artista/coescriptor Jack Kirby, el personatge va aparèixer per primera vegada a X-Men núm. 1 (amb data de portada setembre de 1963). Stan Lee escriu al pròleg de X-Men: The Ultimate Guide que va fer de Beast el més articulat, eloqüent i llegit dels X-Men per contrastar amb el seu exterior brutal. A més, opina que l'equip Werner Roth - Roy Thomas va obtenir admiració per les seves "caracteritzacions atractives i sensibles dels X-Men originals". Roth, sota l'àlies de Jay Gavin, havia pres el relleu de Kirby completament pel número 18, i Thomas era un nou talent. Beast va rebre un vestit nou individualitzat i colorit, juntament amb la resta dels X-Men pel número 39 per tal d'atreure nous lectors. Durant el mandat de Jim Steranko, que va afegir "art emocionant", Roth va tornar, treballant amb Neal Adams, que va barrejar l'estil de Kirby amb "realisme, bellesa idealitzada i grandesa èpica".
A Amazing Adventures núm. 11 (amb data de portada de març de 1972), escrit per Gerry Conway, Beast va patir un canvi radical i va mutar en el seu ara familiar aspecte pelut i blau (originalment gris). El concepte es va originar amb Roy Thomas, un esforç per fer el personatge més visiblement cridaner, i Beast també es va convertir en una mena d'home llop per aprofitar l'èxit de Werewolf by Night. Steve Englehart, que va escriure la resta del serial de curta durada de la Bèstia a Amazing Adventures, va emfatitzar l'enginy del personatge més que la tragèdia de la seva transformació en una forma més monstruosa, raonant que la intel·ligència i el sentit de l'humor de la Bèstia li permetrien veure la seva desgràcia en perspectiva. Durant la següent dècada, Beast apareixeria a la llista de diversos equips en títols que van des de The Avengers a The Defenders i X-Factor. En aquest darrer grup Beast va recuperar breument la seva forma humana, però el toc d'un dels Genets d'Apocalypsis, Pestilence (Pesta), el va fer perdre gradualment la intel·ligència. Hank va acabar per recuperar el seu intel·lecte juntament amb el seu aspecte pelut i blau. No va ser fins al 1991, a X-Factor núm. 70/ X-Men núm. 1, quan Beast finalment va tornar als X-Men amb la resta dels membres fundadors del grup.
Més tard, Englehart va dir que va afegir Beast als Venjadors perquè volia tornar a escriure el personatge i va pensar que la seva personalitat divertida i real el faria un bon complement per a Moondragon. Els escriptors successius de The Avengers van trobar de manera similar que la alegria del personatge feia un bon equilibri amb el to generalment seriós de l'equip, donant lloc a que la carrera de la Bèstia a The Avengers superés la seva carrera anterior a X-Men. La seva amistat amb el seu company Avenger Wonder Man també vindria a eclipsar la seva amistat amb X-Man Iceman per al dels còmics. The Avengers núm. 137 (juliol de 1975) va estrenar l'eslògan de la Bèstia, "Oh, my stars and garters" i The Avengers núm. 164 (octubre de 1977) va ser el primer a representar-lo com un símbol sexual, una versió que l'escriptor Jim Shooter va dir que va donar lloc a un correu molt positiu de lectores femenines en particular.
Beast va curar el virus Legacy a The Uncanny X-Men núm. 390 (2001), i a X-Treme X-Men núm. 3 (2001) va experimentar una nova mutació en un ésser felí, mostrada per primera vegada a la introducció de New X-Men. (juny de 2001), de Frank Quitely i Grant Morrison. Com s'evidencia a la contraportada de X-Treme X-Men Chris Claremont, escriptor d'aquella sèrie a més de The Uncanny X-Men (durant setze anys consecutius) i X-Factor, va contribuir molt a la caracterització de la Beast. Citant a Claremont com a inspiració per a la seva carrera a New X-Men, Morrison explica Beast com un "científic bipolar brillant i enginyós". Morrison continua: "Vaig veure a Henry McCoy com un personatge increïblement intel·ligent, enginyós, culte, viatjat, experimentat i llegit, així que vaig treure aquelles parts de la seva personalitat que em semblaven que s'adaptaven als perfils dels més intel·ligents i mundans. gent que conec: el seu sentit de l'humor és fosc i oblic. Òbviament, és clarament bipolar i oscil·la entre l'excitació maníaca i el terrible dubte d'ell mateix. No té secrets foscos, però, ni res a amagar."
L'arc de la història d'Astonishing X-Men "Gifted" de Joss Whedon presentava una "cura mutant" dissenyada per la científica índia de Benetech la Dr. Kavita Rao, i la perspectiva d'una humanitat "real" desperta l'interès d'una bèstia molt mutada, que visita Rao només per descobrir que la droga és el producte de l'experimentació humana il·legal amb una víctima desconeguda. La idea d'una cura mutant, que havia aparegut anteriorment a la sèrie animada de 1992, també va ser la base de la trama de la pel·lícula X-Men: La decisió final i la sèrie fins i tot es va convertir en un còmic en moviment. IGN va anomenar l'arc centrat en Beast "la millor etapa de X-Men en una dècada" i va lloar Whedon per la dinàmica impecable de personatges. Segons BusinessWeek, Beast figura com un dels deu personatges de ficció més intel·ligents dels còmics estatunidencs.
Beast va aparèixer com a personatge habitual al llarg de la sèrie Secret Avengers del 2010 al 2013, des del número 1 (juliol de 2010) fins al número 37 final (març de 2013).

## Poders i habilitats
És possible que la mutació de Beast sigui el resultat de l'atavisme genètic. Tanmateix, també posseeix característiques neotèniques, que poden explicar que tingui un intel·lecte de nivell geni malgrat el seu físic animal. També posseeix una força sobrehumana, velocitat i agilitat. És un excel·lent combatent cos a cos, que utilitza un estil únic de combat acrobàtic i l'entrenament de combat que va rebre del professor Xavier i així com del Capità Amèrica.

### Físic antropoide/simià
Originalment, Hank McCoy conserva les característiques bàsiques d'un ésser humà normal juntament amb una fisiologia generalment símia (per exemple, extremitats allargades i extremitats engrandides) equivalent a la d'un gran simi. Aquesta mutació li dona força sobrehumana, velocitat, reflexos, agilitat, flexibilitat, destresa, coordinació, equilibri i resistència. Hank és igual de destre amb les quatre extremitats; capaç de fer tasques amb els peus o les mans amb la mateixa facilitat. A causa del seu talent i formació, Beast pot superar qualsevol atleta de nivell olímpic, contorsionant el seu cos i realitzant gestes aèries amb gràcia. La seva força i destresa li permeten escalar superfícies verticals només amb les mans i/o els peus, saltar grans distàncies i sobreviure a caigudes que matarien qualsevol persona normal. També posseeix sentits millorats i pot seguir persones a grans distàncies sobre terreny obert i els seus peus són prou sensibles per detectar senyals electrònics (de bombes, dispositius d'escolta, etc.) a través de parets i sòls sòlids. Més tard, va beure una solució experimental feta per la seva pròpia i va mutar encara més a través del creixement de la pell grisa que cobria tot el seu cos i la millora de totes les seves habilitats existents, especialment la seva força, i Hank també va obtenir un factor de curació gairebé instantània. L'impacte psicològic d'aquesta primera transformació va fer que Beast experimentés una amnèsia a curt termini i també li va dificultar el control dels seus instints animals, la qual cosa el faria caure en una ràbia berserker incontrolable durant el combat. No obstant, el seu cos va tornar a mutar de sobte al cap de poc temps, canviant el seu color de pell de gris a negre (tot i que la tecnologia d'impressió de còmics ho representava com a blau), tornant la seva força als nivells anteriors i perdent el seu factor de curació. També va poder controlar més fàcilment els seus instints animals després d'aquesta segona mutació. Beast va obtenir la capacitat d'emetre feromones que alteren l'estat d'ànim, provocant atracció sexual a les dones. Hank McCoy va tornar breument a la seva forma humana amb el seu color de cabell ara representat com a negre, no marró vermellós. Durant aquest temps se'l va representar ocasionalment amb urpes i ullals, però aquests no formaven part de la seva mutació original. Tanmateix, com a resultat de ser tocat per Pestilence, la seva força va començar a augmentar de manera exponencial mentre el seu intel·lecte va començar a disminuir.
Després que el petó d'Infectia va restaurar en Hank al seu físic simi, el seu intel·lecte s'havia estabilitzat i va tornar al seu nivell de geni anterior, i la seva força havia augmentat fins a proporcions sobrehumanes. Els ullals i les urpes de Beast es van convertir en una part consistent de la seva aparença després d'aquest retorn a la seva forma "blava i peluda".
Més tard, la bèstia s'estabilitzaria a una forma més humana/simi amb orelles punxegudes, ullals i sense pèl excepte pel pelatge del cap.

### Físic felí
Després d'haver estat greument ferit, el cos d'en Hank pateix una mutació secundària, el salt iniciat per Sage. El resultat és una aparença més felina equivalent a la d'un gat gran amb un cap i peus de gat. La seva força, velocitat, resistència, robustesa i sentits augmenten encara més amb aquest canvi. Adquireix agilitat, flexibilitat, coordinació i equilibri com els gats, i tots els seus sentits es milloren fins a vint vegades més que un ésser humà normal. A més, Beast desenvolupa un factor de curació accelerada que li permet recuperar-se de lesions lleus a moderades en el termini d'unes poques hores. No obstant això, a mesura que les seves mans i els seus peus canvien de simi a felí (passant d'un conjunt humà normal de quatre dits a només tres, conservant el polze oposable), perd la seva destresa sobrehumana, una vegada va admetre que solia tocar la guitarra, però ara està aprenent a tocar la bateria. Després del trasllat dels X-Men a San Francisco, Beast descobreix que havia recuperat part de la seva antiga destresa manual. En el primer número de l'etapa de Warren Ellis a Astonishing X-Men, Beast també comenta que ja no necessita dormir més de dues hores.
Més tard es descobreix que la seva mutació secundària felina és perjudicial per a la seva salut: com a tal, amb els esforços combinats de versions passades de Jean Gray i ell mateix, la condició de Beast es va estabilitzar en una forma més humana/semblant als simis, posseint pelatge blau i més gran que el mascle humà mitjà, però bastant humà.

### Intel·ligència de nivell geni
Hank posseeix un intel·lectual brillant. És un bioquímic de renom mundial, després d'haver obtingut un doctorat en Biofísica i Genètica, i és l'home que va curar el virus de Legacy. Funciona amb freqüència com a metge de camp i com a metge intern dels X-Men, tot i que tècnicament no té un MD. La seva intel·ligència i experiència en genètica rivalitzen amb les del professor X, Moira MacTaggert i Kavita Rao. Malgrat això, mai ha rebut un premi Nobel ni ha estat elegit per a l'Acadèmia Nacional de Ciències dels Estats Units. Un home del Renaixement, McCoy està versat en molts camps, com ara la lingüística (pareix fluïdesa en anglès, alemany, francès, llatí, espanyol, japonès, àrab i rus, així com la llengua de ficció el latverià), literatura, filosofia, psicologia, sociologia, història, art i història de l'art, antropologia, música, ciències polítiques i economia amb una especial afinitat per la ciència i la tecnologia i una inclinació per citar clàssics de la literatura com les obres de Shakespeare. El seu ampli coneixement científic va des de la física teòrica, la mecànica quàntica, les equacions diferencials, la nanotecnologia, l'anatomia, la biomedicina, la química analítica, l'enginyeria elèctrica i l'enginyeria mecànica fins a la construcció d'un dispositiu hipermagnètic. Expert en electrònica, sovint repara Cerebro i actualitza la configuració de la sala de perill. Ha fabricat diversos dispositius deus ex machina a l'igual de Reed Richards, inclòs un dispositiu que elimina els poders còsmics a les entitats. Tot i que no era metge, va poder realitzar una cirurgia cerebral al Red Skull per extreure el fragment del cervell de Charles Xavier que el Red Skull s'havia empeltat a si mateix, eliminant les habilitats telepàtiques d'aquest mentre deixava el dolent aparentment sa.

### Habilitats de la Bèstia desplaçada en el temps
Després d'una reunió amb el Doctor Strange, la Bèstia més jove desplaçada va dominar una combinació de ciència i màgia, la qual cosa li va permetre tornar a ell i als seus quatre companys al passat durant uns minuts, tot i que va assenyalar que li va costar un gran esforç per enviar-los tant de temps abans i només va confirmar que la història s'havia "restablert" perquè els X-Men desplaçats ja no fossin "necessaris" en el passat. També va dominat un portal místic que li va permetre enviar el Juggernaut a Sibèria després de passar per l'infern.

## Similituds
Segons l'escriptor Will Murray, una possible inspiració per a Beast va ser Andrew Blodgett "Monk" Mayfair, un company de l'heroi pulp Doc Savage. Tots dos tenen una aparença de simi i són científics brillants. Abans de tornar-se més erudit en números posteriors, McCoy també utilitzava una gran quantitat d'argot en les seves primeres aparicions com feia Monk.

## Altres versions

### Bèstia desplaçada en el temps
El jove Hank i els nous X-Men abandonen l'escola de Cyclops, després que es desenvolupin els esdeveniments de la Battle of the Atom. El jove Hank és transportat més tard a l'univers Ultimate Marvel, on és capturat per la versió d'aquest món de Doctor Doom, llavors s'uneix als Guardians of the Galaxy per trobar el Black Vortex. 
La Jean Grey desplaçada en el temps llegeix accidentalment la ment de la Beast actual i descobreix que lamenta no haver-li mai explicat els seus veritables sentiments cap a ella. Aleshores, Jean s'enfronta a Hank, desplaçat en el temps, i li fa un petó. No tenen temps per desenvolupar la seva relació ja que el Doctor Octopus els ataca a la ciutat de Nova York.
Després de la reconstrucció de la realitat després de la crisi Battleworld, els X-Men desplaçats romanen en el futur, viatjant pel món mentre intenten trobar el seu lloc, mentre que la Beast del 'present' treballa amb els Inhumans per trobar un mitjà per resoldre el recent llançament. de cristalls de Terrigenesis que han demostrat ser perillosos per als mutants. Cada cop més frustrat seva incapacitat de trobar un camí de tornada al seu temps a través de la ciència, la jove Beast es posa en contacte amb el Doctor Strange per demanar-li consell sobre l'ús de la màgia, però encara que Strange no pot ajudar a causa dels seus poders actualment debilitats, quan Hank és capaç d'ajudar-lo a trobar-lo una solució a una fractura dimensional que estava investigant, Strange assegura a Hank que és prou intel·ligent per trobar una solució al dilema actual. Un cop finalitzat el conflicte amb els Inhumans, la Beast més jove revela als seus companys d'equip que ha determinat, a través d'una combinació de ciència i màgia, que els X-Men més joves no poden tornar al passat ja que ja hi són, deixant-los lliures per viatjar pel món i trobar el seu propi lloc.
La jove Beast es troba treballant al costat de Magneto juntament amb la resta dels X-Men desplaçats en el temps fent el que sigui necessari per preservar el somni d'en Xavier. Beast comença a utilitzar la màgia amb més llibertat en les seves missions, cosa que angoixa molt a Cyclops. Sempre que estan al cuartell general dels X-Men Beast passa la major part del seu temps sol estudiant màgia i es torna cada cop més reclusiu en el procés.

### 1602
A Marvel 1602, Beast és conegut com Hal McCoy i conserva la seva aparença original d'ésser humà amb braços i cames llargues i mans i peus enormes. És ben parlat i eloqüent, i és membre del grup de "bruixes" de Carlos Javier (Professor X), encara que acostuma a no donar l'oportunitat de parlar als altres quan parla. Quan diversos soldats el miren, ell s'enfada i atribueix la seva aparença al seu origen com a Orkneyman. També parla de la humiliació de la seva mare quan va néixer, els seus cruels veïns han suggerit que el pare d'en Hal era un simi.
Reapareix a Spider-Man 1602. Entre les dues aparicions va estar treballant amb Henri Le Pym, un filòsof natural emprat pel baró Octavi per crear una poció que contraresti els efectes que un sèrum a base de pop ha tingut en la seva fisiologia. Provant algunes de les pocions en ell mateix, Hal es torna més bestial en aparença. Quan apareix per primera vegada a Spider-Man 1602 nº 1, és empresonat al laboratori de Le Pym, tractat com una font de sang mutagènica en lloc d'un col·lega científic. 
No es mostra clarament fins que Peter Parquagh l'allibera de la gàbia al número 3. S'assembla a un goril·la en major mesura que la Beast de l'univers principal, amb només un lleuger to blau al seu pelatge. 

### Age of Apocalypse
Dark Beast, de vegades coneguda com la Black Beast (Bèstia Negra), és un supermalvat de Marvel Comics, una versió malvada de la Bèstia dels X-Men d'una realitat alternativa que va escapar a l'univers principal.

### Deadpool Corps
En el segon número de 'Prelude to Deadpool Corps'. Deadpool visita un món on el Professor X dirigeix una escola per a nens amb problemes. Allà Beast és un professor i envia versions infantils de Cyclops i Deadpool per veure Storm per haver causat problemes a classe. 

### House of M
A la realitat de House of M, Beast apareix com un científic que treballa al costat de Hank Pym i Forge, tots ells treballant per Tony Stark. Aquí, conserva el seu aspecte humà similar a quan es va unir per primera vegada als X-Men. Beast assumeix que és superior als humans, simplement per les seves mutacions.

### Marvel Noir
A X-Men Noir, Hank McCoy és membre dels X-Men, una banda de joves criminals sociópates. Igual que el seu homòleg principal, McCoy és físicament imponent i un estudiant àvid, tot i que té una inclinació per emprar paraules fosques d'una manera inexacta. 

### Marvel Zombies
Apareix Beast, juntament amb els altres X-Men encara no infectats, lluitant contra l'Alpha Flight zombificat, a Marvel Zombies: Dead Days. No obstant això, ha estat infectat inesperadament per un equip de zombis, i després torna com un zombi. 
També apareix a Marvel Zombies vs. The Army Of Darkness, Beast treballa amb Reed Richards per reconnectar Cerebro per detectar humans. Molts són detectats al castell del Doctor Doom i Beast participa en l'atac multizombie contra ell i d'alguna manera tots dos van trobar una gran quantitat de carn, que irònicament agrada als altres zombis. 
Més tard es mostra a Beast discutint amb el coronel Amèrica quan el coronel li explica enèrgicament com funcionen les coses. No obstant això, és assassinat pels "poders còsmics" recentment atorgats al coronel quan accidentalment li treu el cap. 

### Mutant X
En aquest univers, Hank McCoy és membre dels Sis, un equip d'herois mutants liderat per Havok. En lloc d'una forma de simi pelut, els experiments de McCoy el van mutar en una forma verda i amfíbia amb intel·ligència infantil, amb el nom en clau the Brute. A més de tenir la seva habilitat acrobàtica i atlètica habitual, Hank té extremitats palmejades i pot respirar sota l'aigua. Es muta encara més durant la crisi de l' Inferno, quan fa un tracte amb els dimonis S'ym i N'astirh. Aquesta mutació li dona peülles en lloc de peus. 

### Ultimate Marvel
Henry "Hank" McCoy no va néixer com un "mico blau". Va néixer amb mans en comptes de peus, va intentar fer una substància que guarís la seva mutació però en canvi només la va empitjorar. Amb els seus propis pares denunciant-lo durant tota la seva infantesa pel seu estat genètic, opta per amagar la seva immensa intel·ligència per evitar més complicacions. Hank es converteix en membre fundador dels Ultimate X-Men prenent el nom en clau de Beast. També assumeix el paper de l'enginyer d'elit de l'equip, actualitzant amb freqüència el Blackbird X-Jet i la Danger Room. 
Quan l'equip és segrestat per l'Arma X, l'operen, fent-lo prendre el seu aspecte pelut blau i obtenint més sentits reforçats, com l'olfacte i l'oïda. 
Beast comença una relació intermitent amb Storm. Storm l'estima molt per la seva intel·ligència, però el complex d'inferioritat de Beast sovint s'interposa en la seva relació. Es convenç que Storm només l'estima perquè el professor X està utilitzant el control mental sobre ella. Beast comença una relació en línia que finalment porta a la debacle de Ultimate War, quan deixa escapar que Magneto encara és viu (la suposada "supermodel" mutant Naomi amb la qual està xerrant és en realitat Blob que busca informació). 
Beast és assassinat després de ser aixafat sota les runes d'un atac Sentinel. Tot i que la seva mort la senten tots els X-Men, ha tingut el major impacte sobre Storm. No obstant això, es revela que la Beast és ressuscitada a l'hospital. Xavier i Nick Fury mantenen la seva supervivència en secret, Xavier fent creure a Beast que visita regularment la seva família i els X-Men per tal de mantenir-lo ocupat. Després d'haver tornat a la seva aparença humana normal (mantenint el cabell blau del seu antic trasplantament de ronyó de cangur, que era independent de les modificacions d'Arma X), Hank està treballant ara en una cura per a un "Legacy Virus", creat per un conspiració antimutant governamental liderada per l'almirall Stryker, que amenaça els mutants. L'aparent mort d'en Xavier (en realitat un viatge en el temps) trenca els controls mentals sobre ell perquè sàpiga que tothom creu que està mort i no està content de ser obligat a treballar per a S.H.I.E.L.D.. Beast s'escapa de la custòdia de SHIELD i es dirigeix cap a l'Institut d'en Xavier. Més tard rescata a Pyro, i sorprèn als seus antics companys en revelar-los que encara és viu. Després que Psylocke i Wolverine hagin demostrat que és la veritable Beast, se li permet unir-se als nous X-Men de Bishop i continua la seva relació amb Storm. Després de la mort de Bishop, es revela que Xavier està viu i Beast torna a la seva vida a l'Institut Xavier.
Al número 1 d'Ultimàtum, Beast, entre Dazzler, Angel i Nightcrawler es veuen aclaparats per la inundació de Nova York de Magneto (a través del martell de Thor). Angel sobreviu a la inundació i recupera els cossos de Dazzler i Beast, que es van ofegar.

### Old Man Logan
A la història d'"Old Man Logan", Beast es troba entre els X-Men que moren a mans de Wolverine quan Mysterio l'enganya perquè cregui que els seus amics són súper dolents que ataquen la mansió.

## En altres mitjans

### Televisió
- Beast fa la seva primera aparició animada en un episodi de The Marvel Super Heroes de The Sub-Mariner de 1966, amb la formació original dels X-Men (Angel, Cyclops, Iceman i Jean Grey).
- Beast semblant a un simi apareix, al costat dels altres X-Men originals, a l'episodi de Spider-Man and His Amazing Friends "L'origen de l'home de gel". Es veu en un flashback en la seva forma original i no té cap línia.
- Beast és un personatge habitual i membre dels X-Men a X-Men, amb la veu original de George Buza.[39] Apareix en la seva forma blava de simi durant tota la sèrie. Buza també va fer la veu de Beast a l'episodi de dues parts "The Mutant Agenda"/"Mutant's Revenge" de Spider-Man, un crossover amb la sèrie X-Men de 1992. El doblatge del personatge al valencià va anar a càrrec d'Aureli Delgado.[40]
- Beast apareix com un personatge habitual des de la segona temporada de X-Men: Evolution, amb la veu original de Michael Kopsa.[39] Comença com a professor de química i gimnàstica de l'escola secundària als quals assisteixen els X-Men més joves, suprimint la seva mutació mitjançant un sèrum que va desenvolupar. El sèrum comença a fallar quan comença a ser agressiu i finalment muta en la peluda "Bèstia" blava amb braços i peus semblants als simis. Després que el professor X i Spyke es comuniquin amb Hank, s'uneix als X-Men.
- Beast apareix de nou com a personatge habitual a la sèrie animada de 2009 Wolverine and the X-Men, amb la veu de Fred Tatasciore.[39] Aquesta versió es mostra en la seva forma blava símia. És el primer X-Man reclutat per Wolverine a la sèrie, sent l'únic que es queda després de la destrucció de la X-Mansion i les desaparicions del Professor X i Jean Grey.
- Beast apareix al còmic en moviment Astonishing X-Men, amb la veu de Mike Pollock i més tard de Ron Halder.[39][41]
- Beast apareix a Marvel Anime: X-Men amb la veu d'Hideyuki Tanaka a la versió japonesa i repetida per Fred Tatasciore al doblatge en anglès.[39] Aquesta versió es mostra en la seva forma felina blava.
- Beast apareix al primer episodi de Marvel Disk Wars: The Avengers, amb la veu de Naomi Kusumi a la versió japonesa i Dave Wittenberg a la versió anglesa.[39]

### Pel·lícula
- Beast va ser inclòs als primers esborranys de la pel·lícula X-Men de 2000, però va haver de ser eliminat perquè la pel·lícula tingués llum verda per l'estudi, a causa de problemes de pressupost.[42] Elements de la seva persona, inclosa la seva experiència mèdica i activisme polític, es van transferir al personatge de Jean Gray.
- Steve Bacic fa un breu cameo com el doctor Hank McCoy a la pel·lícula de 2003 X2, en una pantalla de televisió en un bar.

- Kelsey Grammer interpreta Beast a la pel·lícula del 2006 X-Men: La decisió final. A la pel·lícula, Beast és membre del gabinet del president dels Estats Units, que exerceix de secretari d'Afers Mutants. Després d'haver desenvolupat i armat una "cura" per a la mutació humana, ell renuncia a la seva posició al govern i ajuda els X-Men a lluitar contra les forces de Magneto a l'illa d'Alcatraz. Finalment, injecta a Magneto la cura. Després de l'incident, és nomenat ambaixador dels Estats Units a les Nacions Unides.
- Nicholas Hoult retrata una Bèstia més jove a la pel·lícula preqüela del 2011 X-Men: First Class.[43] L'actor Benjamin Walker va ser escollit originalment per al paper, però va abandonar la pel·lícula per protagonitzar el musical de Broadway Bloody Bloody Andrew Jackson.[44] La faceta de personatge més notable de McCoy a la franquícia a partir d'aquest moment és el seu enamorament de llarga durada per Mystique. A la pel·lícula, originalment només posseeix peus prensils i una velocitat, agilitat i reflexos millorats. Intenta curar-se de la seva mutació amb un sèrum derivat de l'ADN de Mystique, però això provoca la seva transformació en la seva familiar forma felina de pell blava.
- Hoult i Grammer van tornar com a Beast a la pel·lícula del 2014 X-Men: Days of Future Past.[45] Hoult va revelar a JoBlo que Hank va crear un sèrum que controla la seva mutació, fent-lo semblar humà tret que s'enfadi.[46] Grammer va repetir el seu paper de Beast més gran en un cameo al final de la pel·lícula.[47] Quan la Beast més jove li pregunta si està viu en el futur, Wolverine li diu que no. Un lloc web de màrqueting viral per a la pel·lícula mostra que Beast va ser assassinat l'any 2015 per una multitud enutjada de manifestants humans a l'exterior de casa seva a l'estat de Nova York.[48] Les accions de Wolverine en el passat, durant les quals va interactuar amb la Beast més jove i el va advertir a ell i en Xavier sobre el futur, creen una nova línia de temps on Beast és viu, amb Wolverine veient Beast més gran caminant per la mansió Xavier quan torna al futur.
- Hoult va repetir el seu paper de Beast a la pel·lícula del 2016 X-Men: Apocalypse.[49][50] Encara utilitzant el seu sèrum per mantenir la seva forma humana, Hank també ha desenvolupat un nou jet al soterrani de la mansió, respectant el somni d'en Xavier de fer de la mansió una universitat completa per a mutants i humans, però tot i així es prepara per a la guerra. Torna a la seva forma de "bèstia" després que la mansió sigui destruïda en el primer enfrontament amb Apocalypse quan és capturat per Stryker i, per tant, falla el seu tret, però posteriorment pilota un avió robat de la pròpia flota de Stryker fins al Caire per enfrontar-se a Apocalypse, enfrontant-se al cavaller. Psylocke a la batalla, amb els seus salts millorats per la telequinètica i la seva espasa mental igualada per la seva major força física i reflexos. Al final de la pel·lícula, Beast és representat com un dels tinents de Xavier (juntament amb Mystique) amb l'equip dels X-Men ressuscitat.
- Hoult retrata el personatge en un breu cameo a Deadpool 2.[51] Mentre Deadpool es troba a la X-Mansion, Beast i altres X-Men es mostren breument darrere d'una porta corredissa de fusta, que Beast tanca en silenci en un intent d'amagar-se de Deadpool.
- Hoult torna a fer el paper de Beast a la pel·lícula Dark Phoenix del 2019.[52] Quan els poders de Jean Grey augmenten fins a un nivell en què esdevé perillós per als seus aliats, accidentalment mata a Raven en un esclat, deixant a Hank enfadat per l'intent de Xavier de controlar l'equip i l'impulsa a recórrer a Erik per ajudar-lo a matar Jean. Tanmateix, després que Jean es revela que està sota el control d'una intel·ligència alienígena que busca el seu poder, Hank i Erik treballen amb els X-Men per lluitar contra els alienígenes, donant temps a Jean per recuperar el control d'ella mateixa. Posteriorment, Xavier deixa en Hank a càrrec de l'escola i els X-Men mentre ell es pren una excedència.
- Hi havia una pel·lícula derivada de Beast en desenvolupament amb Hoult repetint el seu paper abans de ser cancel·lada.[53]

## Acollida
Beast ha rebut una acollida positiva com a personatge de còmic i membre dels X-Men. La revista Wizard va classificar Beast com el 180è personatge de còmic més gran de tots els temps, a la seva llista dels 200 millors personatges de còmics de tots els temps. IGN va classificar Beast com l'heroi de còmics 58è més gran de tots els temps afirmant que Beast encarna tot sobre la lluita mutant a l'Univers Marvel. IGN també va classificar Beast com el 9è membre més gran dels X-Men afirmant que quan el món pugui acceptar Henry McCoy, els X-Men hauran triomfat en la seva missió, i com el número 7 de la seva llista de "Els 50 millors venjadors" el 2012.